# Arundina
Arundina is een monotypisch geslacht (met slechts één soort) tropische orchideeën uit de onderfamilie Epidendroideae.
Arundina graminifolia kan tot twee meter hoog worden en heeft grote, paars met witte bloemen. Het geslacht is wijdverbreid in tropisch Azië.
Voor een beschrijving van het geslacht, zie de soortbeschrijving.

## Naamgeving enetymologie
De botanische naam Arundina is afkomstig van Latijn (h)arundo (riet), naar de rietachtige stengels van deze soort.

## Kenmerken
Aangezien Arundina een monotypisch geslacht is, wordt het volledig beschreven door zijn enige vertegenwoordiger, Arundina graminifolia. Zie aldaar.

## Habitaten verspreiding
Arundina komt voor in regenwouden en mangrovebossen. Het geslacht is wijd verspreid in tropisch Azië, voornamelijk in India, Nepal, Thailand, Maleisië, Singapore, Zuid-China, Indonesië en de eilanden van de Stille Oceaan. Het is geïntroduceerd in Puerto Rico, Costa Rica, Cuba, Guatemala en Panama.

## Taxonomie
Arundina wordt volgens de meest recente classificatie, op basis van DNA-onderzoek door van den Berg et al. in 2005 tot de tribus Arethuseae, subtribus Arethusinae gerekend.
Het geslacht is monotypisch (omvat slechts één soort):
- Arundina graminifolia (D.Don) Hochr. (1888)